# برج سنبله
بُرج سُنبُله (دوشیزه یا خوشه، ♍)، ششمین برج فلکی از دایرةالبروج است.
سنبله، ششمین برج [خانهٔ] خورشید، قوسی ۳۰ درجه از دایرةالبروج است. این برج خط سیر خورشید در شهریور ماه به مدت ۳۰ روز و ۲۱ ساعت و ۴۲ دقیقه و نام دیگر این ماه در گاهشماری خورشیدی نیز می‌باشد. میانگین شبانه‌روز لحظه تحویل برج سنبله ساعت ۱۱:۵۶ روز ۱ شهریور است.
دو هزار سال پیش این برج، بیشتر از زمینهٔ صورت فلکی سنبله (دوشیزه یا خوشه) می‌گذشت و به همین نام باقی ماند؛ ولی امروزه بیشتر آن از زمینهٔ صورت فلکی اسد (شیر) می‌گذرد.

کلمهٔ سنبله به معنی خوشه است.

## منابع

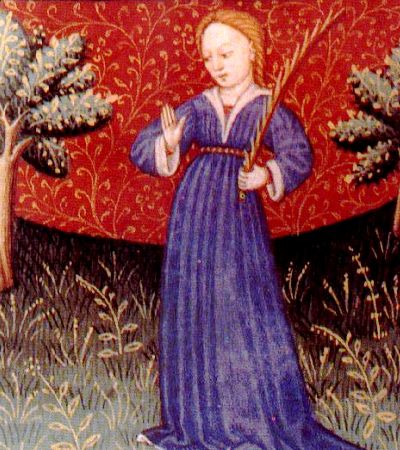
سنبله